# 画像転送プロトコル
画像転送プロトコル（英: Picture Transfer Protocol、PTP）は国際映像産業協会（英: International Imaging Industry Association）により開発されたプロトコルであり、これを用いることによってデバイスドライバを追加することなくデジタルカメラから画像を転送できるようになる。プロトコルはISO 15740として標準化されている。
また、USBインプリメンターズ・フォーラム（英: USB Implementers Forum）によって、PTPがUSB用に “静止画像キャプチャデバイスクラス”（英: still image capture device class）として標準化された。それゆえPTPを用いている機器はUSBをデフォルトで転送メディアに用いている。
USB PTPは、デジタルカメラの接続プロトコルとしてのUSB大容量補助記憶装置デバイスクラス（英: USB mass storage device class）を代替するプロトコルである。中には両方のプロトコルをサポートするカメラもある。

## 概要
PTPにより、JPEGファイルのような写真イメージの保存、転送、編集の仕様が定義される。普通PTPが扱う対象はコンピュータファイルであると考えられるが、ファイルは32ビットのオブジェクトIDによってのみ特定される抽象的な構成要素である。それらのオブジェクトは親オブジェクトをもつことができ、デバイスのコンテンツをシステム化して表示することができる。
これまでPTPを拡張する多くのプロトコルが開発されている。FotoNationにより開発されNikonが初めて実装したPTP/IPによって無線ネットワークにおいてデータを転送できるようになり、マイクロソフトが開発したメディア転送プロトコル（英: Media Transfer Protocol）は、FotoNationのPTP/IPを部分的にベースとして無線もしくは有線通信を可能とし、ユーザーは写真以外のメディアを転送したり、拡張メタデータで（タイトル、アーティスト情報などを）タギング (コンピュータ)付けすることも出来るようになった。
マイクロソフトとAppleはそれぞれオペレーティングシステムにPTPを組み込んでおり、マイクロソフトはWindows MEから（Windows CEを除く）、アップルはMac OS X v10.1からサポートしている。マイクロソフトはPTPをWindows Image Acquisitionに実装している。 Linuxや他の自由もしくはオープンソースなOSにおいてPTPは数多くのライブラリによってサポートされており、例えばlibgphotoやlibptp、digiKamやF-Spot、gtkam、gThumbなどのアプリケーションで用いられているライブラリが挙げられる。